# Törökfalu (Románia)
Törökfalu település Romániában, Máramaros megyében.

## Fekvése
Máramaros megyében, Nagysomkúttól délre fekvő település.

## Története
A település nevét 1474-ben említik először Therekfalwa néven.
A falu a Kővári uradalomhoz tartozott.
A 17. század végén a Teleki család birtoka volt, nagy erdőségekből álló határával együtt.
A 20. század elején nagyobb birtokosa nem volt.
A trianoni békeszerződés előtt Szatmár vármegyéhez és a Somkúti járáshoz tartozott.

## Nevezetességek
- Görögkatolikus templom  – 1863-ban épült.